# 애너 마나핸
애너 마나핸(Anna Manahan, 1924년 10월 18일 ~ 2009년 3월 8일)은 아일랜드의 배우, 연극 배우이다.
워터퍼드주에서 태어났으며 워터퍼드에서 사망하였다. 사인은 다발성 장기 부전이다.

## 영화
- 온 디 에지 (2001년)
- 남자의 비밀 (1994년)
- 비즈니스 어페어 (1994년)
- 의문의 상속자 (1993년)
- 페어 시티 (1988년)
- 타이탄 족의 멸망 (1981년)
- Z 카스 (1962년)